# Nazionale maschile under 18 di pallacanestro del Bahrein
La nazionale di pallacanestro bahreinita Under-18 è una selezione giovanile della nazionale bahreinita di pallacanestro, ed è rappresentata dai migliori giocatori di nazionalità bahreinita di età non superiore ai 18 anni.
Partecipa a tutte le manifestazioni internazionali giovanili di pallacanestro per nazioni gestite dalla FIBA.

## Partecipazioni

### FIBA AsiaBasket Under-18
- 1977 - 9°
- 1978 - 9°
- 1980 - 8°
- 1982 - 7°
- 2012 - 12°

- 2018 - 7°